# Gilles Vidal (écrivain)
Pour les articles homonymes, voir Vidal et Gilles Vidal.
Œuvres principales
- Le plus dur reste à faire
- Hymnes urbains
- Mémoire morte

Gilles Vidal est un écrivain français né le 6 juin 1955 à Kankan, en Guinée française.

## Biographie
Après une enfance toulousaine, il devient libraire à Paris (La Grande fenêtre), puis crée dans les années 1990 les éditions L’Incertain. Il anime ensuite diverses collections, notamment « Nuit grave » chez Fleuve noir. Il est l’auteur d’une quarantaine de livres, des romans noirs et des thrillers, mais aussi des recueils de nouvelles et des essais, sur des sujets aussi variés que les chats, le football et le vin. Ses œuvres les plus connues sont Le plus dur reste à faire, Hymnes urbains et Mémoire morte. Il vit en région parisienne, et travaille dans l’édition.

## Œuvres publiées

### Romans et nouvelles
- Quelques vies de Dorian, Galilée, 1979
- Le Froid aux yeux, Jean-Luc Lesfargues, 1983
- Tuer le temps, L’Incertain, 1990
- Je te meurs, Car rien n’a d’importance, 1992
- Le Malheur de nos vies, La Bartavelle, 1992
- Travelling, La Bartavelle, 1993
- Le plus dur reste à faire, Le Castor Astral, 1995
- Je sers à quoi ?, Le castor Astral, 1996
- Angles d’attaque, Méréal, 1996
- Nul si découvert, Le Castor Astral, 1997
- Les Deniers du colt, « Le Poulpe », Baleine, 1997
- L'Endroit le plus fragile du corps de l'homme, Hors Commerce, 1999
- Cash back, La Bartavelle noire, 1999
- Hymnes urbains, Hors Commerce, 2000
- Amorces, Jacques-Marie Laffont éditeur, 2003, réédition Atelier de presse, 2006
- Exister relève du prodige, Atelier de presse, 2006 [3]
- Sombres héros, Atelier de presse, 2008[4]
- Les Portes de l'ombre, « Coups de tête », Éditions Les 400 coups, 2011
- Mémoire morte, collection « Zone d’ombres », Éditions Asgard, 2011, rééditions Multivers éditions, 2015 [5]
- Histoires vraies à Paris, Papillon rouge éditeur, 2012[6],[7]
- Revival, SKA éditeur, 2013
- Le Sang des morts, collection « Zone d’ombres », Éditions Asgard, 2014, réédition Multivers éditions, 2015, réédition en poche Hélios Noir n° 57, 2016
- De l'autre côté (avec des dessins de Francine Andres), e-book : SKA éditeur ; version papier : Éditions du Horsain, 2014
- Chaude alerte, SKA éditeur, 2014
- Tu m'envahis quand tu t'en vas, SKA éditeur, 2014
- Maty, SKA éditeur, 2015
- La Fatalité est la poésie du monde, Multivers éditions, 2015
- Les Sentiers de la nuit, Éditions du Jasmin, collection « Jasmin noir », 2016
- Plus mort tu meurs, SKA éditeur, 2016
- De sac et de corde, Les Presses Littéraires, 2017
- Ciel de traîne, Éditions Zinédi, 2018
- La Boussole d'Einstein, Éditions Zinédi, 2019
- À la gorge, SKA éditeur, 2019
- De but en noir, nouvelles, La Déviation, 2020
- Où vont les silences, poésie, L'Intermède, 2020
- Loin du réconfort, Éditions Zinédi, 2020
- L'Art de la fuite est un secret, La Déviation, 2021
- Because the night, La Déviation, 2022
- Articles de plage, Sinope Éditions, 2022
- Fantaisie héroïque, La Déviation, 2023
- Chroniques vagabondes, Sinope Éditions, 2023
- Les Cinq Cents diables, La Déviation, 2024

### Divers
- La Mer (the sea), avec des photos de Jane Rossiter, L'Incertain, 1987
- Le Cas Lambourg, Nigel Gauvin, 1988
- Les Menus Fretin, Nigel Gauvin, 1989
- Cafard (avec Francine Andres), L’Incertain, 1989
- Mes 35 écrivains, La Main courante, 1992
- Tombeau d’Emmanuel Bove, L’Incertain, 1993
- Le Chat et ses mystères, Montorgueil, 1993, réédition revue et augmentée sous le titre Légendes et mystère du chat, Trajectoire, 1996
- L’Animal spirituel (avec Marie-Amélie Picard), Montorgueil, 1994, réédition sous le titre Les animaux ont-ils une âme ?, Atelier de presse, 2006
- Saint Ball, in Libération du 10 avril 1995
- Almanach littéraire du chat (avec des photos de Louis Monier), Méréal, 1996
- Pour ou contre Bernard Tapie ? (avec Emmanuel Loi), Le Castor Astral, 1997
- Almanach du Football (avec Jean-Yves Reuzeau), Méréal, 1997
- Le Premier guide pratique du rêve (avec Marie-Amélie Picard), Éditions Trajectoire, 2000
- Le Memento du Football (avec Jean-Yves Reuzeau), Aumage éditions, 2002
- Sacré Chat, LPM/Jacques-Marie Laffont éditeur, 2002, réédition Atelier de presse, 2006
- La Langue aux Chats, L’Archipel, 2003
- Dive Bouteille, L’Archipel, 2003
- Le Livre du Baiser, Jacques-Marie Laffont éditeur, 2004
- Tous Fous de foot, L’Archipel, 2006
- Un amour de chien (avec Marie-Amélie Picard), Atelier de presse, 2006
- Marie-Lulu la tortue (illustrations d’Émilie Vanvolsem), Des idées et des hommes jeunesse, collection « Bouts de chou », 2007

### Collectifs
- Automne pâlot, in Le Fou parle n° 15, Balland, 1980
- Basse-cour, in Sans Nom n° 1, La revue des mœurs, 1993
- Petit Papa Cruel, dans Contes de Noël, Méréal, 1996
- Barcelone, in Le Chroniqueur n° 1, 1996
- Raides stats pour le cheval de Troyes, in Le Chroniqueur n° 2, 1996
- L’ombre de l’arbre, dans NRV no 3, Florent-Massot, 1997
- Sabine de Noël, dans les Contes érotiques de Noël, La Musardine, 1998, Pocket, 1999, sous le titre Contes érotiques d’hiver
- Bas Zarb, dans Pollutions, Fleuve noir, 1999
- On part ? dans Noir comme Éros, La Bartavelle noire, 2000
- Famille Killer, le Fils, dans Le Jeu des 7 familles, Libération, Baleine, 2000
- Lola, dans Extérieur nuit, Joseph K., 2001
- Un coup d’essai bien arrosé, dans Écrans noirs, Le Marque-Page, 2002
- Au sombre héros de l’enfer, dans D’ici à nulle part : hommage à Charles Bukowski, Éden productions, 2004
- René le divin enfant, dans Noëls d’enfer, Atelier de presse, 2007
- Plus mort tu meurs, in Welcome to the Unwalkers Club, Éditions Unwalkers, 2015
- À la gorge, in Tant qu'il y a de la vie…, Éditions du Jasmin, 2017
- Come in terme, in 1917, Octobre rouge, Éditions Arcane 17, 2017